# 彼女の言葉のやさしい響き
「彼女の言葉のやさしい響き」（かのじょのことばのやさしいひびき、英語: Something in the Way She Moves）はジェームス・テイラーが作詞作曲した曲で、1968年にアップル・レコードから発売されたテイラーのデビューアルバム『ジェームス・テイラー』に収録された。この曲はトム・ラッシュやハリー・ベラフォンテなどの他のアーティストにもカバーされた。歌い出しの歌詞はジョージ・ハリスンにビートルズの楽曲「サムシング」を作るひらめきを与えた。2017年7月31日のサンフランシスコのザ・スターでのテイラーのステージでのトークによれば、これはテイラーがアップル・レコードと契約する前にオーディションとしてポール・マッカートニーとハリスンの前で演奏した曲だった。

## ジェームス・テイラーのバージョン
「彼女の言葉のやさしい響き」はロマンチックな歌である。ローリング・ストーン誌の評論家、ジョン・ランドーはこの曲を「ある種の超越」についてのものと見なしている。テイラーはこの曲をアコースティックギターの伴奏だけで演奏した。
著述家のバリー・アラン・ファーバーは「彼女の言葉のやさしい響き」を「心地よさと力強さ」がある、恋愛に関するお気に入りの曲として使用している。彼は特に以下の行に注目している：
It isn't what she's got to say
But how she thinks and where she's been
To me, the words are nice, the way they sound
それは彼女が言わなければならないことではない
しかし彼女がどのように考え、どこに行ったのか
言葉は素晴らしい、その響き方が
これらの行でテイラーは歌では珍しく恋人が彼を落ち着かせるのは彼女の声の響きであることを示している。ファーバーは、魅力的なのは、それがテイラーに母親の声を思い出させるのではないかと推測し、テイラーは若者の頃に世話になったことを思い出すことで癒されているのではないかと推測している。
ファーバーはまた、多くの人々が「世界に十分にしっかりと繋ぎとめられていないことを恐れている」という気持ちを効果的に表現しているとして、これらの行も強調している
：
Every now and then the things I lean on lose their meaning
And I find myself careening
Into places where I should not let me go.
時々、私が頼りにしているものはその意味を失い
私は私を行かせてはいけない場所へと
急降下している自分に気づく
オールミュージックの評論家、リンジー・プラナーは「彼女の言葉のやさしい響き」をアルバム『ジェームス・テイラー』の「注目すべき収録曲」と見なしている。オールミュージックの同僚評論家、デヴィッド・R・アドラーはこの曲を「テイラーの最も素晴らしいメロディーの一つ」と述べている。『ローリング・ストーン・アルバム・ガイド』の評論家、マーク・コールマンはこの曲が『ジェームス・テイラー』の「ハイライト」であることを認め、この曲を「魅力があり」、テイラーの将来のレコーディングの道筋を予見するものと述べている。テイラーの伝記作家、ティモシー・ホワイトはこの曲を「疑いなくテイラーの『ジェームス・テイラー』での最も素晴らしい演奏」と述べている。ホワイトはこの曲を「プレゼンテーションは惜しみなく」、「それ自体がエレガントで痛烈」だと表現した。ローリング・ストーンの評論家、ジョン・ランドーはテイラーが「メロディー、歌詞、ギター、そして声を自分のものにしている」ので、余裕のあるパフォーマンスとテイラーの「抑制された表現」が曲の力を増していると考えている。マーティン・チャールズ・ストロングは、この曲を「記憶に残るオリジナル」であり、「テイラーを、それほど冒険的ではないにしても、一種の男性のジョニ・ミッチェルとしてマークした」と説明している。
テイラーは「彼女の言葉のやさしい響き」を1976年の『グレイテスト・ヒッツ』に含めたが、『ジェームス・テイラー』からの「思い出のキャロライナ」同様に権利関係の問題でこの曲を再レコーディングした。この曲はまた、2003年のコンピレーション・アルバム『ザ・ベスト・オブ・ジェームス・テイラー』にも収められている。ライブバージョンはテイラーとキャロル・キングのライブ・アルバム『トルバドール・リユニオン』に収録されている。ソロでのライブバージョンは、ライブ・アルバム『ワン・マン・バンド』、テイラー、ジョニ・ミッチェル、フィル・オクスの3人の名義で発売されたライブ・アルバム『アムチトカ』（2009年）に収録された。

## 「サムシング」への刺激
ジョージ・ハリスンは「彼女の言葉のやさしい響き」を非常に気に入り、歌い出しの歌詞をビートルズのアルバム『アビイ・ロード』に収録した「サムシング」の1ライン目に使用し、この曲はシングルとしても発売され1位になった。「サムシング」の構想の初期に、ハリスンはこの曲の出だしを "Something in the way she moves / Attracts me like a pomegranate" と拡張し、"pomegranate"（ザクロ）と言う言葉を他に適切な言葉が見つかるまで仮置きしていた。
テイラーは「ジョージがそんなつもりだとは一秒も思わなかった。彼が意図的に盗用したとは思わないし、音楽は全て他の音楽から借りている。だから完全に無視した」と述べている。テイラーはさらに「彼女の言葉のやさしい響き」のエンディングがビートルズの「アイ・フィール・ファイン」に由来していることを認め、だから「因果は巡る」としている。

## カバー・バージョン
トム・ラッシュは「彼女の言葉のやさしい響き」を自身の1968年のアルバム『The Circle Game』でカバーした。テイラーはオーディションのために1967年にエレクトラ・レコードを訪れた際にラッシュのためにこの曲を演奏している。ラッシュのバージョンはシングルとして発売され、ニューイングランドのラジオ局で人気が出た。クロウダディ！誌はアルバムThe Circle Game のベストソングとレビューし、ブルース・ラングホーンのカントリー・スタイルが全曲を通して美し流れ」、そして「彼（ラッシュ）は何事にも興奮しない」ので「ラッシュのボーカルのタイプは完璧にフィットしている」と述べている。
カントリー・アーティストのボビー・ジェントリーは彼女の1970年のアルバム『Fancy』でこの曲を"Something in the Way He Moves"と言うタイトルでカバーした。
イアン・マシューズと彼のバンドのマシューズ・サザン・コンフォートは1970年のアルバム『Second Spring』で「彼女の言葉のやさしい響き」のカバーを録音した。
ハリー・ベラフォンテはこの曲を1971年のアルバム『The Warm Touch』の1曲目としてこの曲をカバーした。ベラフォンテはこの曲をシングルとしても発売した。ビルボード誌は「彼女の言葉のやさしい響き」を『The Warm Touch』の傑出した曲と見なしている。ビルボード誌はメロディーが「美しい」と呼び、ベラフォンテがこの曲に「彼独自の癒し」を与えていると述べている。
ミッチェル・フォアマン は2001年の複数のアーティストによるアルバム『Sketches of James: Selection from the Jame Taylor Songbook』にアコースティック・ピアノバージョンの「彼女の言葉のやさしい響き」を録音した。